# Улюблений шахрай (фільм, 1927)
Улюблений шахрай (англ. The Beloved Rogue) — американський пригодницький фільм, мелодрама режисера Алана Кросленда 1927 року.

## Сюжет
У цій класичній картині епохи німого кіно розповідається про те, як поет-бродяга Франсуа Війон, ставши королем на один день за наказом короля Луї XI, врятував Париж від бургундців.

## У ролях
- Джон Беррімор — Франсуа Війон
- Конрад Фейдт — король Луї XI
- Марселін Дей — Шарлотта
- Лосон Батт — герцог Бургундії
- Генрі Віктор — Тібальт Д'Аусіні
- Слім Саммервілл — Жеан
- Мак Свейн — Ніколас
- Анджело Россітто — Беппо
- Найджел Де Брулір — астролог
- Люсі Бомонт — мати Війона